# Produžena moždina
Produžena moždina (lat. medulla oblongata) je dio središnjeg živčanog sustava. Često se naziva i čvor života jer sadrži automatske centre koji reguliraju centre za disanje, promjer krvnih sudova (a samim tim i krvni tlak) i rad srca.
Produžena moždina se nastavlja na leđnu moždinu i spaja je s varolijevim mostom. 
Nalazi se u evoluciono najstarijem dijelu moždanog stabla, mrežastoj strukturi koja se sastoji od složenih "mreža" živčanih stanica. 
Povezuje leđnu moždinu i Dio je moždanog debla.
U moždanom deblu se križaju motorički putevi s prednje strane a to znači da desna strana mozga upravlja lijevom stranom tijela i obrnuto.

## Vanjske poveznice
|  | Molimo pročitajte upozorenje o korištenju medicinskih informacija. Ne provodite liječenje bez savjetovanja s liječnikom! |